# Winterhafen Linz

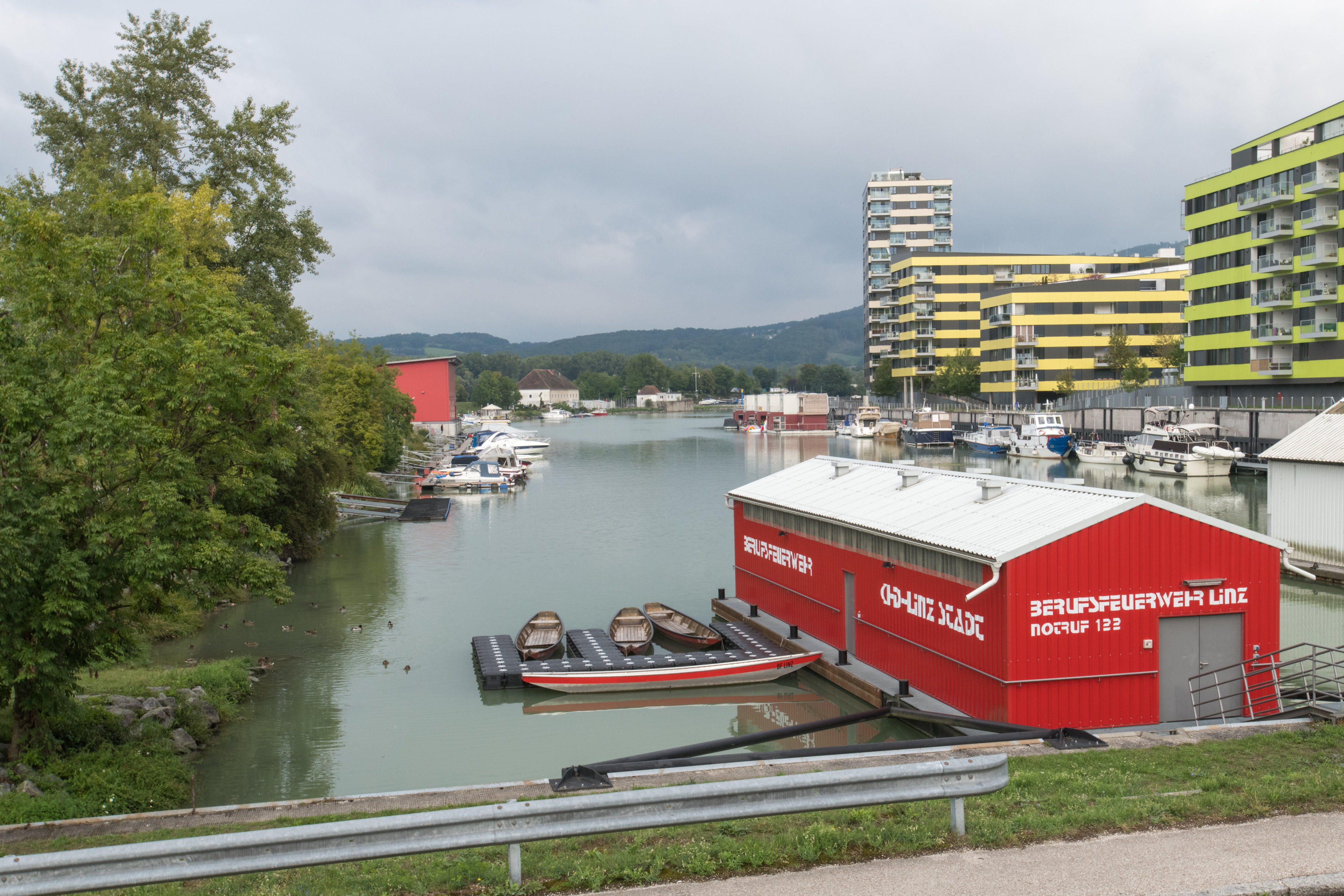
Schwimmendes Bootshaus der Feuerwehr am Westende des Hafenbeckens, Wohnpark Winterhafen aus 2009–2013 beim südlichen Pier (Sept. 2018)

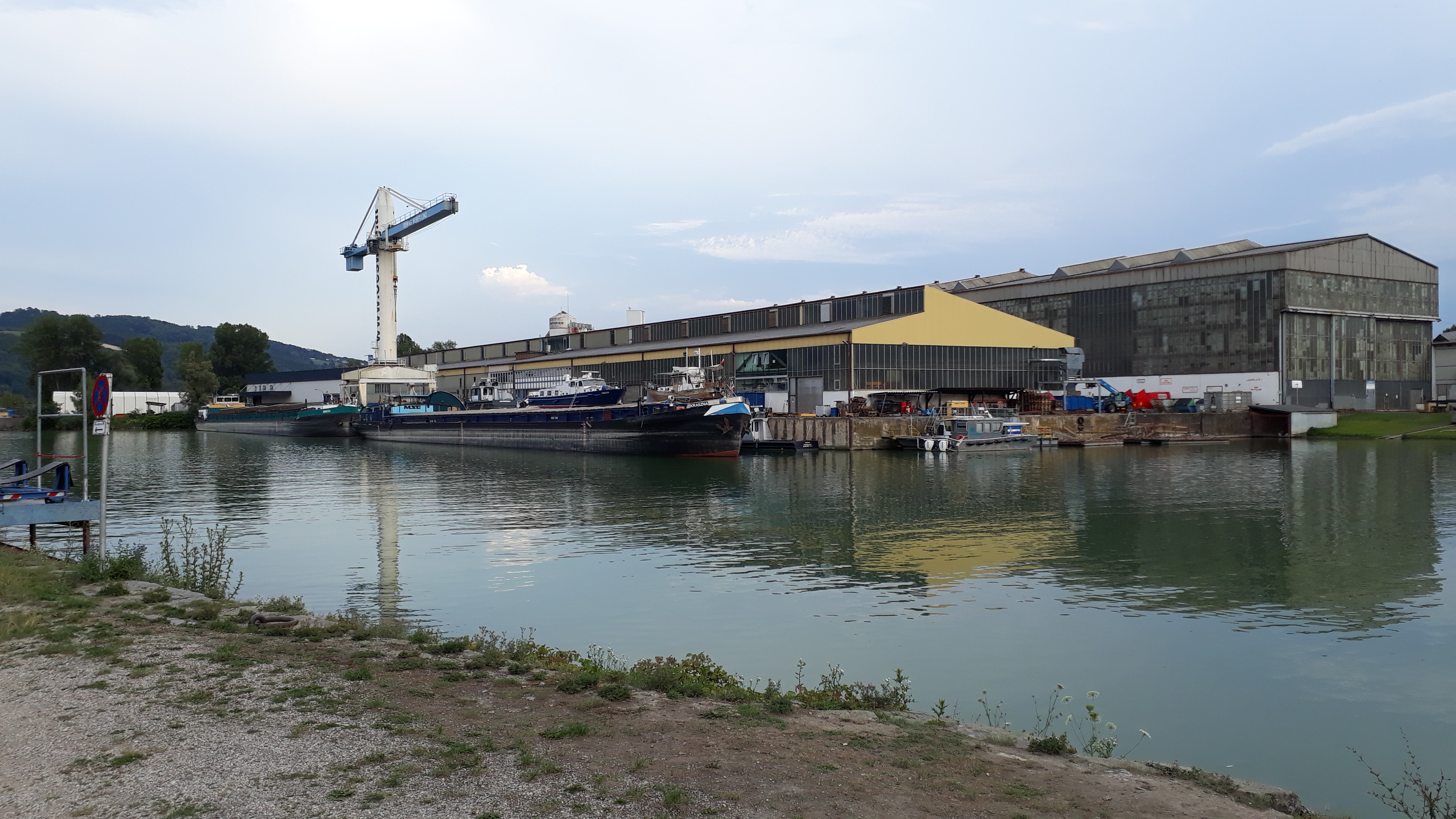
Montagehalle und Ablauframpe der ÖSWAG-Werft (Juli 2018)

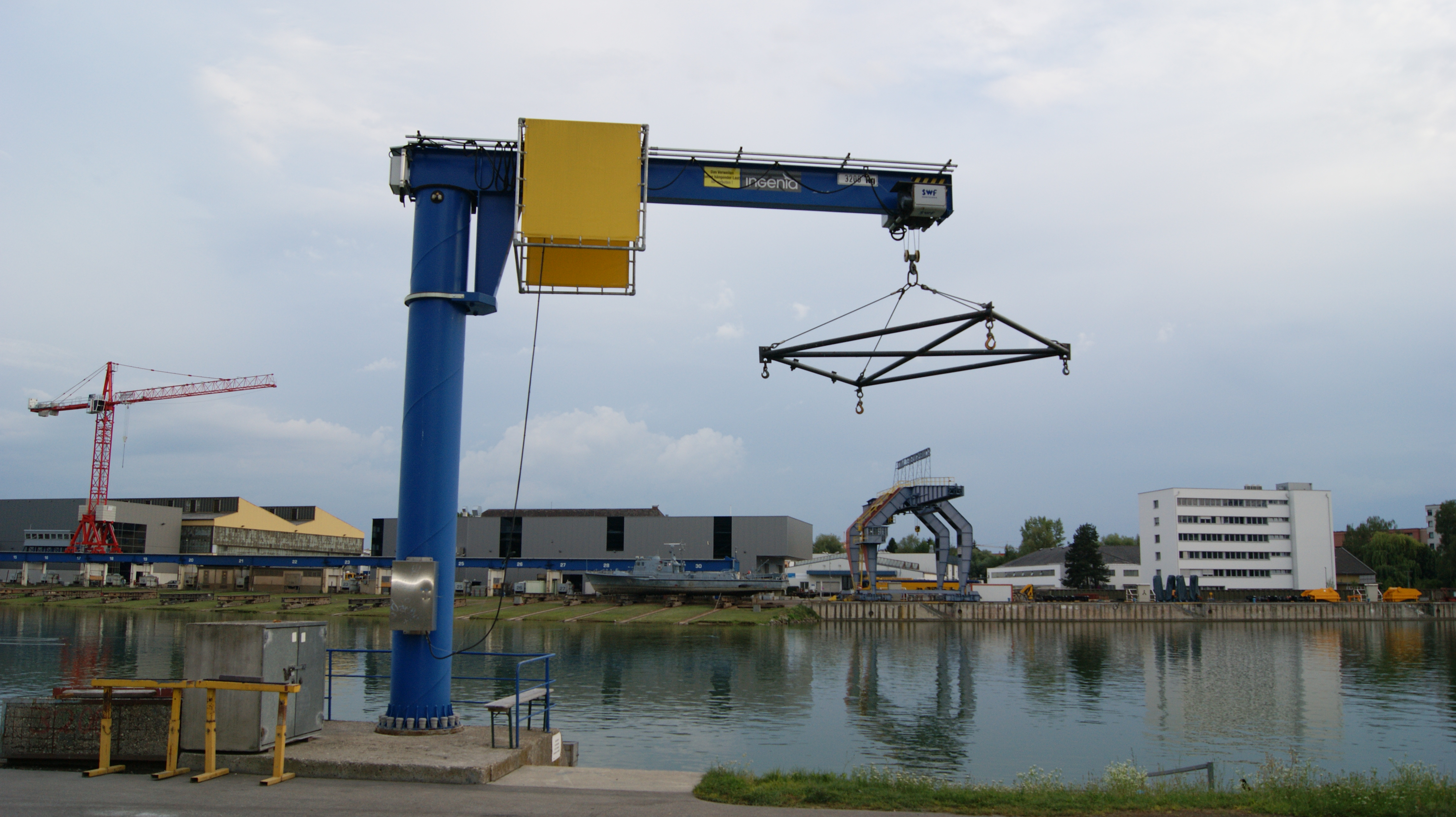
Bootskran für kleine Motorboote, hinten Portalkran für kleine Schiffe (Juli 2018)

Der Winterhafen in Linz ist ein Binnenhafen bei Stromkilometer 2134,3 rechts der Donau, sein Becken reicht westwärts bis in die Nähe der VÖEST-Brücke mit der A7. Der Winterhafen liegt im Ortsteil Lustenau im Bezirk Hafenviertel und umfasst vor allem das Hafenbecken (mit Liegeplätzen, Kränen …), die als Paddelbootshaus genutzten Kriegs-Bunkeranlagen auf der schmalen Landzunge donauseits, sowie landseits der Werft der Österreichischen Schiffswerften AG (ÖSWAG) sowie neuen Wohn- und Bürogebäude in Gelb aus etwa 2018.

## Lage
Der Winterhafen liegt südlich der Donau. Das Hafenbecken hat eine Länge von rund einem Kilometer und eine Breite von zwischen 60 und 150 Metern und eine Wasserfläche von etwa 6,5 ha. Der Hafen wird durch einen Damm von etwa 20 m Kronenbreite rechtsseitig gegen die Donau abgeschlossen. Am südlichen Ufer wurde das Gebäude der Hafenmeisterei mit den Werkstätten der Wasserbauverwaltung errichtet und mit Bahngleisen angeschlossen, damit dies als Umschlagplatz dienen kann. Der Winterhafen wurde jedoch nur in sehr geringem Ausmaß hierzu verwendet.

## Geschichte
Das heutige Winterhafen-Areal ist ein früherer Nebenarm der Donau, der vom Hauptfluss abzweigte. Die dazwischenliegende Insel wurde jedenfalls bis zum Hochwasser 1572, als diese stark beschädigt wurde, landwirtschaftlich genutzt. Am Nebenarm fanden sich insbesondere Gewerbebetriebe mit hohem Wasserbedarf, wie z. B. Gerber oder Färber. Der Nebenarm verlandete im Laufe der Jahrhunderte immer mehr und wurde zum Fabriksarm, an dem Schiffer ihre Tätigkeit ausübten und sich die ersten Linzer Industriebetriebe (z. B. das Stadtbräuhaus oder die Linzer Wollzeugfabrik) fanden.
Als im 19. Jahrhundert die Donauregulierung erfolgte, wurde der Fabriksarm in den Jahren 1889 bis 1892 weitgehend zugeschüttet. Der heute noch schiffbare unterste Ausläufer ist der Winterhafen, der 1897–1900 verwendet wurde, um Donauschiffe im Winter vor Eis zu schützen. Die zuvor von den Schiffern genutzten Winterquartiere zwischen Passau und Korneuburg bzw. Fischamend entlang der Donau waren natürliche Buchten, die durch die Donauregulierung weitgehend verschwanden.
Der Plan für den Bau eines Winterhafens wurde mit jenem über die Regelung der Donau auf Niederwasser bei Linz am 10. Dezember 1895 verhandelt. Vorgesehen war ursprünglich eine Hafenfläche von 4 ha mit einer Tiefe von 2 m unter dem tiefsten Niederwasserstand in Linz, die sodann auf eine Fläche von 6,5 ha ausgedehnt wurde. Mit dem Bau des Winterhafens wurde im Mai 1897 begonnen.
Der Winterhafen in Linz war während beider Weltkriege ein Marinestützpunkt, während des Zweiten Weltkrieges war es der Hauptliegeplatz der Donauflottille, einem kleinen Teilverband der deutschen Kriegsmarine. Hier war auch ein Teil des Kommandos der Einheit untergebracht.

## Nutzung
Der Winterhafen wird heute vor allem für die Tätigkeit der Österreichischen Schiffswerften AG und die Freizeitschifffahrt genutzt.
Der Damm zwischen Winterhafen und Donau wird auch als Bademöglichkeit genutzt. Dieser Platz, der sogenannte Donaustrand Winterhafen, wurde 2009 anlässlich der Linz 2009 – Kulturhauptstadt Europas geschaffen. 2015 wurde der Donaustrand Winterhafen auf einer Länge von 300 Metern und einer Breite von 10 bis 15 Metern nach einem Hochwasser neu aufgeschüttet und dafür rund 14.000 Kubikmeter Material verwendet.
Der Winterhafen ist auch ein Refugium für die Tier- und Pflanzenwelt innerhalb des verbauten Stadtgebietes.